# Twierdzenie Riemanna o szeregach warunkowo zbieżnych
Twierdzenie Riemanna – twierdzenie autorstwa Bernharda Riemanna mówiące o tym, że jeżeli szereg jest warunkowo zbieżny, to jego wyrazy można poprzestawiać w taki sposób, aby nowo otrzymany szereg był zbieżny do dowolnej liczby, a nawet był rozbieżny.

## Twierdzenie
Niech
{\displaystyle (a_{1},\ a_{2},\ a_{3},\dots )}
będzie takim ciągiem liczb rzeczywistych, że szereg {\displaystyle \textstyle \sum _{n=1}^{\infty }a_{n}} jest warunkowo zbieżny. Ponadto niech {\displaystyle M} będzie liczbą rzeczywistą. Wówczas istnieje taka permutacja {\displaystyle \sigma } zbioru liczb naturalnych, że
{\displaystyle \sum _{n=1}^{\infty }a_{\sigma (n)}=M.}
Istnieje również taka permutacja {\displaystyle \sigma ,} że
{\displaystyle \sum _{n=1}^{\infty }a_{\sigma (n)}=\pm \infty .}
Wyrazy szeregu można również ustawić w takiej kolejności, że szereg nie ma żadnej granicy (ani skończonej, ani nieskończonej).

## Dowód
Niech {\displaystyle (m_{n}),(m'_{n})} będą ciągami liczb rzeczywistych zbieżnymi do {\displaystyle M} odpowiednio z dołu i z góry, tzn. {\displaystyle m_{n}<M} i {\displaystyle m'_{n}>M} (można przyjąć {\displaystyle m_{n}=M-1/n} oraz {\displaystyle m'_{n}=M+1/n}). Oznaczmy ponadto
{\displaystyle p_{n}={\tfrac {|a_{n}|+a_{n}}{2}},\ q_{n}={\tfrac {|a_{n}|-a_{n}}{2}}.}
Zauważmy, że ciąg {\displaystyle (p_{n})} powstaje z ciągu {\displaystyle (a_{n})} przez zastąpienie wyrazów {\displaystyle <0} zerami. Analogicznie, ciąg {\displaystyle (q_{n})} powstaje z ciągu {\displaystyle (a_{n})} przez zastąpienie wyrazów {\displaystyle <0} ich wartościami bezwzględnymi, a wyrazów {\displaystyle >0} zerami. Oczywiście wszystkie wyraz {\displaystyle p_{n},q_{n}} są nieujemne, a szeregi {\displaystyle \sum p_{n},\sum q_{n}} są rozbieżne. Rzeczywiście, gdyby oba powyższe szeregi były zbieżne, to zbieżny byłby szereg {\displaystyle \sum |a_{n}|=\sum (p_{n}+q_{n}),} co przeczy założeniu. Podobnie, gdyby tylko jeden z powyższych szeregów był zbieżny, to rozbieżny byłby szereg {\displaystyle \sum a_{n},} gdyż {\displaystyle a_{n}=p_{n}-q_{n}.}
Oznaczmy teraz nieujemne wyrazy ciągu {\displaystyle (a_{n})} przez {\displaystyle (P_{n}),} a wartości bezwzględne wyrazów ujemnych przez {\displaystyle (Q_{n})} (w kolejności takiej w jakiej występują w ciągu {\displaystyle (a_{n})}). Wtedy szeregi {\displaystyle \sum P_{n}} oraz {\displaystyle \sum Q_{n}} są równe szeregom {\displaystyle \sum p_{n}} oraz {\displaystyle \sum q_{n}} z dokładnością do wyrazów równych {\displaystyle 0,} a zatem są oba rozbieżne.
Wybierzmy teraz możliwie najmniejsze liczby naturalne {\displaystyle i_{1}} oraz {\displaystyle j_{1}} w taki sposób, aby
{\displaystyle P_{1}+P_{2}+\ldots +P_{i_{1}}>m_{1}} i {\displaystyle P_{1}+P_{2}+\ldots +P_{i_{1}}-Q_{1}-Q_{2}-\ldots -Q_{j_{1}}<m'_{1}.}
Takie liczby istnieją na mocy rozbieżności szeregów {\displaystyle \sum P_{n},\sum Q_{n}.} Następnie dla danych liczb {\displaystyle i_{n},j_{n}} określamy indukcyjnie możliwie najmniejsze liczby {\displaystyle i_{n+1}>i_{n},j_{n+1}>j_{n},} tak aby
{\displaystyle P_{1}+\ldots +P_{i_{1}}-Q_{1}-\ldots -Q_{j_{1}}+\ldots +P_{i_{n}+1}+\ldots +P_{i_{n+1}}>m_{n+1}}
oraz
{\displaystyle P_{1}+\ldots +P_{i_{1}}-Q_{1}-\ldots -Q_{j_{1}}+\ldots +P_{i_{n}+1}+\ldots +P_{i_{n+1}}-Q_{j_{n}+1}-\ldots -Q_{j_{n+1}}<m'_{n+1}.}
Otrzymujemy w ten sposób szereg
(*) {\displaystyle P_{1}+\ldots +P_{i_{1}}-Q_{1}-\ldots -Q_{j_{1}}+\ldots +P_{i_{n-1}}+\ldots +P_{i_{n}}-Q_{j_{n-1}}-\ldots -Q_{j_{n}}+\dots ,}
który jest szeregiem powstałym z {\displaystyle \sum a_{n}} przez pewną permutację wyrazów. Pokażemy, że spełnia on tezę twierdzenia. Oznaczmy mianowicie sumy częściowe szeregu (*), kończące się na wyrazie {\displaystyle P_{i_{n}}} przez {\displaystyle \tau _{n}.} Zauważmy ponadto, że {\displaystyle P_{n}\to 0,} gdy {\displaystyle n\to \infty } na mocy zbieżności szeregu {\displaystyle \sum a_{n}.} Ponieważ {\displaystyle |\tau _{n}-m_{n}|\leqslant P_{n},} to {\displaystyle \tau _{n}\to M,} tzn. M jest punktem skupienia ciągu sum częściowych szeregu (*), a tym samym jest sumą tego szeregu, gdyż jego ciąg sum częściowych spełnia warunek Cauchy’ego {\displaystyle (m_{n}-m'_{n}\to 0,} gdy {\displaystyle n\to \infty ).} To kończy dowód.
Przypadek {\displaystyle \pm \infty } jest całkowicie analogiczny.

## Przykład
Szereg
{\displaystyle 1-{\tfrac {1}{2}}+{\tfrac {1}{3}}-{\tfrac {1}{4}}+\ldots =\sum _{n=1}^{\infty }~{\frac {(-1)^{n+1}}{n}},}
nazwany szeregiem Leibniza jest zbieżny warunkowo do {\displaystyle \ln 2} na mocy kryterium Leibniza (nie jest bezwzględnie, gdyż szereg wartości bezwzględnych jego wyrazów jest rozbieżnym szeregiem harmonicznym). Zarówno szereg składników dodatnich
{\displaystyle 1+{\tfrac {1}{3}}+{\tfrac {1}{5}}+{\tfrac {1}{7}}+\dots ,}
jak i szereg składników ujemnych
{\displaystyle {\tfrac {1}{2}}+{\tfrac {1}{4}}+{\tfrac {1}{6}}+{\tfrac {1}{8}}+\dots }
są rozbieżne do {\displaystyle +\infty .}
Oznaczmy sumę jego wyrazów przez {\displaystyle S.} Wyrazy tego ciągu możemy pogrupować parami:
{\displaystyle S=(1-{\tfrac {1}{2}})+({\tfrac {1}{3}}-{\tfrac {1}{4}})+({\tfrac {1}{5}}-{\tfrac {1}{6}})+\dots ,}
a następnie pomnożyć wszystkie przez {\displaystyle {\frac {1}{2}},} otrzymując
{\displaystyle {\tfrac {1}{2}}S={\tfrac {1}{2}}-{\tfrac {1}{4}}+{\tfrac {1}{6}}-{\tfrac {1}{8}}+{\tfrac {1}{10}}+\dots }
Dodając do siebie oba powyższe szeregi mamy
{\displaystyle {\tfrac {3}{2}}S=1+{\tfrac {1}{3}}-{\tfrac {2}{4}}+{\tfrac {1}{5}}+{\tfrac {1}{7}}-{\tfrac {2}{8}}+\dots }
Ostatecznie, powyższy szereg składa się z tych samych wyrazów co szereg pierwotny, ale jego suma jest o połowę większa. Jest to możliwe, ponieważ rozważany szereg nie jest bezwzględnie zbieżny.